# 陳浩 (雍正進士)
陳浩，直隸顺天府昌平人，清朝政治人物，进士出身。

## 生平
雍正二年（1724年）进士，改庶吉士，授翰林院編修、詹事府詹事。